# Christopher Jackson (calciatore)
Christopher Jackson (Monrovia, 25 ottobre 1996) è un calciatore liberiano, attaccante del LISCR.

## Carriera

### Club
Ha giocato due partite nella massima serie bielorussa con lo Šachcër Salihorsk; in seguito, dopo essere brevemente tornato in patria (dove già aveva esordito in massima serie ad inizio carriera), si è trasferito nella seconda divisione malese al Kelantan.

### Nazionale
Ha esordito in nazionale nel 2017.

## Statistiche

### Cronologia presenze e reti in nazionale
| Cronologia completa delle presenze e delle reti in nazionale ― Liberia | Cronologia completa delle presenze e delle reti in nazionale ― Liberia | Cronologia completa delle presenze e delle reti in nazionale ― Liberia | Cronologia completa delle presenze e delle reti in nazionale ― Liberia | Cronologia completa delle presenze e delle reti in nazionale ― Liberia | Cronologia completa delle presenze e delle reti in nazionale ― Liberia | Cronologia completa delle presenze e delle reti in nazionale ― Liberia | Cronologia completa delle presenze e delle reti in nazionale ― Liberia |
| Data                                                                   | Città                                                                  | In casa                                                                | Risultato                                                              | Ospiti                                                                 | Competizione                                                           | Reti                                                                   | Note                                                                   |
| ---------------------------------------------------------------------- | ---------------------------------------------------------------------- | ---------------------------------------------------------------------- | ---------------------------------------------------------------------- | ---------------------------------------------------------------------- | ---------------------------------------------------------------------- | ---------------------------------------------------------------------- | ---------------------------------------------------------------------- |
| 5-6-2017                                                               | Monrovia                                                               | Liberia                                                                | 1 – 0                                                                  | Sierra Leone                                                           | Amichevole                                                             | 1                                                                      | ?’                                                                     |
| 11-6-2017                                                              | Harare                                                                 | Zimbabwe                                                               | 3 – 0                                                                  | Liberia                                                                | Qual. Coppa d'Africa 2019                                              | -                                                                      | 57’                                                                    |
| 16-7-2017                                                              | Monrovia                                                               | Liberia                                                                | 0 – 2                                                                  | Mauritania                                                             | Qual. Campionato delle Nazioni Africane 2018                           | -                                                                      |                                                                        |
| 23-7-2017                                                              | Zouérat                                                                | Mauritania                                                             | 0 – 1                                                                  | Liberia                                                                | Qual. Campionato delle Nazioni Africane 2018                           | 1                                                                      | 88’                                                                    |
| 28-7-2019                                                              | Monrovia                                                               | Liberia                                                                | 1 – 0                                                                  | Senegal                                                                | Qual. Campionato delle Nazioni Africane 2020                           | 1                                                                      | 90+1’                                                                  |
| 3-8-2019                                                               | Dakar                                                                  | Senegal                                                                | 3 – 0                                                                  | Liberia                                                                | Qual. Campionato delle Nazioni Africane 2020                           | -                                                                      | 51’                                                                    |
| 4-9-2019                                                               | Monrovia                                                               | Liberia                                                                | 3 – 1                                                                  | Sierra Leone                                                           | Qual. Mondiali 2022                                                    | -                                                                      | 90+5’                                                                  |
| 30-9-2019                                                              | Gaborone                                                               | Botswana                                                               | 0 – 0                                                                  | Liberia                                                                | Amichevole                                                             | -                                                                      |                                                                        |
| 7-11-2019                                                              | Alessandria d'Egitto                                                   | Egitto                                                                 | 1 – 0                                                                  | Liberia                                                                | Amichevole                                                             | -                                                                      | 33’                                                                    |
| Totale                                                                 |                                                                        | Presenze                                                               | 9                                                                      |                                                                        | Reti                                                                   | 3                                                                      |                                                                        |